# Sangrado poscoital
El sangrado poscoital (SPC) es un tipo sangrado vaginal y no menstrual que ocurre durante o después de tener relaciones sexuales. Aunque algunas causas están asociadas con dolor, por lo general es indoloro y frecuentemente se asocia con sangrado intermenstrual.
El sangrado puede provenir del útero, el cuello uterino, la vagina y otros tejidos u órganos ubicados cerca de la vagina. El sangrado poscoital puede ser uno de los primeros indicios de cáncer de cuello uterino. Existen otras razones por las que puede producirse sangrado vaginal después de las relaciones sexuales. Algunas mujeres sangrarán después de tener relaciones sexuales por primera vez. El himen puede sangrar si se estira. Otras actividades pueden tener efecto sobre la vagina, como los deportes y el uso de tampones. El sangrado poscoital puede detenerse sin tratamiento. En algunos casos, el sangrado poscoital puede parecerse a irregularidades menstruales. El sangrado poscoital puede ocurrir durante todo el embarazo. La presencia de pólipos cervicales puede provocar sangrado poscoital durante el embarazo porque el tejido de los pólipos se daña más fácilmente. El sangrado poscoital puede deberse a un traumatismo después de una relación sexual consensuada o no consensuada.
El diagnóstico para determinar la causa del sangrado incluirá obtener un historial médico y evaluar los síntomas. El tratamiento no siempre es indicado.

## Causas
El sangrado después del sexo vaginal es un síntoma que puede indicar:
| - Enfermedad pélvica inflamatoria - prolapso de órganos pélvicos - enfermedad uterina - clamidia u otra infección de transmisión sexual - vaginitis atrófica - parto - Liquen plano de vulva | - lubricación vaginal inadecuada - pólipos benignos - erosión cervical (inflamación del cuello uterino) - cáncer de cuello uterino o de vagina - anomalía anatómica del útero, la vagina o ambos. - embarazo - pólipos endometriales | - hiperplasia endometrial - carcinoma endometrial - leiomiomas - cervicitis - displasia cervical - Endometriosis - defectos de coagulación - trauma |

El sangrado de hemorroides y lesiones vulvares puede confundirse con sangrado poscoital. El sangrado postcoital puede ocurrir con secreción, picazón o irritación que pueden indicar una posible infección de transmisión sexual por Trichomonas o Candida o enfermedad pélvica inflamatoria. La falta de estrógeno puede hacer que el tejido vaginal sea más delgado y más susceptible al sangrado. Algunos han propuesto que las píldoras anticonceptivas pueden causar sangrado poscoital.
Algunos factores de riesgo para la aparición de sangrado postcoital son: niveles bajos de estrógeno, violación y “sexo duro”.

## Diagnóstico y tratamiento
Para determinar la causa del sangrado se utilizan pruebas y un examen detallado:
| - una prueba de embarazo - un examen pélvico - obtención de muestras de tejido - prueba de Papanicolaou | - Examen colposcópico de la vagina y el cuello uterino - ultrasonido - histograma - cultivos de bacterias - biopsia de tejidos |

Se podrá referir al paciente a un especialista para estudios más detallados. Es posible que no sea necesario realizar imágenes para un diagnóstico diferencial. Se ha utilizado la crioterapia pero no se recomienda.

## Epidemiología
El sangrado poscoital rara vez se asocia con cáncer ginecológico en mujeres jóvenes y se proyecta que su incidencia disminuya debido a la vacunación generalizada contra VPH. El sangrado poscoital ha sido el más estudiado en mujeres en los EE. UU. En un estudio taiwanés, se encontró que la incidencia general de sangrado poscoital era de 39 a 59 por cada 100.000 mujeres. Aquellas mujeres que presentaron sangrado poscoital tuvieron un mayor riesgo de padecer displasia cervical y cáncer de cuello uterino. Las causas benignas de sangrado poscoital se asociaron con erosión cervical, ectropión, vaginitis y vulvovaginitis. Se observaron otras asociaciones como la presencia de leucoplasia del cuello uterino, un dispositivo anticonceptivo intrauterino, pólipos cervicales, cervicitis, menopausia, dispareunia y vulvodinia. En Escocia, aproximadamente 1 de cada 600 mujeres de entre 20 y 24 años experimentan sangrado inexplicable. Un estudio sobre mujeres africanas descubrió que el trauma derivado de relaciones sexuales consensuales era una causa de sangrado poscoital en mujeres jóvenes.